# Eupithecia
Eupithecia är ett släkte av fjärilar som beskrevs av John Curtis 1825. Eupithecia ingår i familjen mätare.

## Dottertaxa tillEupithecia, i alfabetisk ordning[1][2]
- Eupithecia abacta
- Eupithecia abbreviata
- Eupithecia abdera
- Eupithecia abiecta
- Eupithecia abietaria
- Eupithecia abrepta
- Eupithecia abruzzensis
- Eupithecia absinthiata
- Eupithecia accessata
- Eupithecia accurata
- Eupithecia achilleata
- Eupithecia achromata
- Eupithecia achyrdaghica
- Eupithecia acidalioides
- Eupithecia acolpodes
- Eupithecia acragas
- Eupithecia actaeata
- Eupithecia acutangula
- Eupithecia acutipennis
- Eupithecia acutula
- Eupithecia acyrtoterma
- Eupithecia addictata
- Eupithecia adelpha
- Eupithecia adequata
- Eupithecia adjemica
- Eupithecia adjunctata
- Eupithecia adornata
- Eupithecia adscriptaria
- Eupithecia adspersata
- Eupithecia adunata
- Eupithecia aduncata
- Eupithecia aegyptiaca
- Eupithecia aella
- Eupithecia aequabila
- Eupithecia aequata
- Eupithecia aequistriaria
- Eupithecia aequistrigata
- Eupithecia aestiva
- Eupithecia affinata
- Eupithecia affinis
- Eupithecia affinitata
- Eupithecia aggregata
- Eupithecia agnesata
- Eupithecia alberta
- Eupithecia albertiata
- Eupithecia albescens
- Eupithecia albibaltea
- Eupithecia albibasalis
- Eupithecia albibasaria
- Eupithecia albibisecta
- Eupithecia albicans
- Eupithecia albicapitata
- Eupithecia albicarnea
- Eupithecia albicentralis
- Eupithecia albiceps
- Eupithecia albicristulata
- Eupithecia albidior
- Eupithecia albidulata
- Eupithecia albifronsata
- Eupithecia albifurva
- Eupithecia albifusca
- Eupithecia albigrisata
- Eupithecia albigutta
- Eupithecia albimaculata
- Eupithecia albimixta
- Eupithecia albimontanata
- Eupithecia albiplaga
- Eupithecia albipunctata
- Eupithecia albirasa
- Eupithecia albirivata
- Eupithecia albisecta
- Eupithecia albispumata
- Eupithecia albistillata
- Eupithecia albistrigata
- Eupithecia albofasciata
- Eupithecia albosparsata
- Eupithecia alexandriana
- Eupithecia aliena
- Eupithecia alishana
- Eupithecia alliaria
- Eupithecia alogista
- Eupithecia alpinata
- Eupithecia altaicata
- Eupithecia altenaria
- Eupithecia alticomora
- Eupithecia amarensis
- Eupithecia amasina
- Eupithecia amathes
- Eupithecia amiralis
- Eupithecia amita
- Eupithecia ammonata
- Eupithecia ammorrhoa
- Eupithecia amphiplex
- Eupithecia amplexata
- Eupithecia amplior
- Eupithecia amurensis
- Eupithecia anactoria
- Eupithecia analis
- Eupithecia analiscripta
- Eupithecia analoga
- Eupithecia anasticta
- Eupithecia anatolica
- Eupithecia andalusica
- Eupithecia angelicata
- Eupithecia anglicata
- Eupithecia anguinata
- Eupithecia angulata
- Eupithecia anguligera
- Eupithecia angusta
- Eupithecia angustata
- Eupithecia angustipunctaria
- Eupithecia anita
- Eupithecia annulata
- Eupithecia antaggregata
- Eupithecia antarctica
- Eupithecia antaria
- Eupithecia anticaria
- Eupithecia antivulgaria
- Eupithecia apacheata
- Eupithecia aphanes
- Eupithecia apicistrigata
- Eupithecia aporia
- Eupithecia appendiculata
- Eupithecia approximata
- Eupithecia aradjouna
- Eupithecia arceuthata
- Eupithecia arctica
- Eupithecia arenaria
- Eupithecia arenicola
- Eupithecia arenitincta
- Eupithecia argica
- Eupithecia argillacearia
- Eupithecia arida
- Eupithecia aritai
- Eupithecia artemesiata
- Eupithecia asema
- Eupithecia asperata
- Eupithecia assa
- Eupithecia assectata
- Eupithecia assimilata
- Eupithecia assimilis
- Eupithecia assulata
- Eupithecia astales
- Eupithecia asteria
- Eupithecia atlanticata
- Eupithecia atomaria
- Eupithecia atraria
- Eupithecia atrataria
- Eupithecia atricollaris
- Eupithecia atrisignis
- Eupithecia atromaculata
- Eupithecia atropicta
- Eupithecia austeraria
- Eupithecia austerata
- Eupithecia austrina
- Eupithecia autumnalis
- Eupithecia badeniata
- Eupithecia balboata
- Eupithecia balteata
- Eupithecia bandanae
- Eupithecia barbaria
- Eupithecia bardiaria
- Eupithecia barnesi
- Eupithecia barteli
- Eupithecia basichlora
- Eupithecia basifasciata
- Eupithecia basinigrata
- Eupithecia bastelbergeri
- Eupithecia batida
- Eupithecia begrandaria
- Eupithecia behrensata
- Eupithecia bella
- Eupithecia bellimargo
- Eupithecia benacaria
- Eupithecia bergunensis
- Eupithecia bialbata
- Eupithecia bicolor
- Eupithecia bicubitata
- Eupithecia bicurvicera
- Eupithecia biedermanata
- Eupithecia bifasciata
- Eupithecia bilunulata
- Eupithecia bindata
- Eupithecia bini
- Eupithecia biornata
- Eupithecia birufata
- Eupithecia bistrigata
- Eupithecia biumbrata
- Eupithecia biundulifera
- Eupithecia biviridata
- Eupithecia bivittata
- Eupithecia blancheata
- Eupithecia bohatschi
- Eupithecia bolespora
- Eupithecia boloniensis
- Eupithecia bolterii
- Eupithecia bonita
- Eupithecia bordigherata
- Eupithecia borealis
- Eupithecia boryata
- Eupithecia bowmani
- Eupithecia brachyptera
- Eupithecia bradorata
- Eupithecia brauneata
- Eupithecia brevicula
- Eupithecia breviculata
- Eupithecia briseis
- Eupithecia broteas
- Eupithecia brunnea
- Eupithecia brunneata
- Eupithecia brunneicosta
- Eupithecia brunneodorsata
- Eupithecia bryanti
- Eupithecia bullata
- Eupithecia busambraria
- Eupithecia buxata
- Eupithecia bytinskii
- Eupithecia cabria
- Eupithecia cachina
- Eupithecia caeca
- Eupithecia caeruleata
- Eupithecia calabrica
- Eupithecia californiata
- Eupithecia caliginea
- Eupithecia caliginosa
- Eupithecia calligraphata
- Eupithecia callunae
- Eupithecia callunaria
- Eupithecia campanulata
- Eupithecia canariata
- Eupithecia canariensis
- Eupithecia candicans
- Eupithecia candidata
- Eupithecia canisparsa
- Eupithecia canonica
- Eupithecia capitata
- Eupithecia carearia
- Eupithecia cariosa
- Eupithecia carissima
- Eupithecia carnea
- Eupithecia carneata
- Eupithecia carolata
- Eupithecia carolinensis
- Eupithecia carpophagata
- Eupithecia carpophilata
- Eupithecia carribeana
- Eupithecia casloata
- Eupithecia casmena
- Eupithecia cassandrata
- Eupithecia casta
- Eupithecia castellata
- Eupithecia castigata
- Eupithecia castiliana
- Eupithecia catalinata
- Eupithecia catharinae
- Eupithecia catskillata
- Eupithecia cauchiata
- Eupithecia cauditornata
- Eupithecia cazieri
- Eupithecia celatisigna
- Eupithecia cenataria
- Eupithecia centaureata
- Eupithecia centralasiata
- Eupithecia centralisata
- Eupithecia centricaucasica
- Eupithecia cercina
- Eupithecia certa
- Eupithecia cerussaria
- Eupithecia cerynea
- Eupithecia cestata
- Eupithecia cestatoides
- Eupithecia chagnoni
- Eupithecia chalikophila
- Eupithecia chaliscophila
- Eupithecia cheituna
- Eupithecia chesiata
- Eupithecia chimera
- Eupithecia chinae
- Eupithecia chincha
- Eupithecia chiricahuata
- Eupithecia chlorofasciata
- Eupithecia chlorophora
- Eupithecia chrodna
- Eupithecia chui
- Eupithecia cichisa
- Eupithecia cimicifugata
- Eupithecia cinerae
- Eupithecia cinerascens
- Eupithecia cinerea
- Eupithecia cingulata
- Eupithecia cinnamomata
- Eupithecia cinnamomeata
- Eupithecia circumacta
- Eupithecia circumdata
- Eupithecia circumfluxa
- Eupithecia circumfusca
- Eupithecia clarensis
- Eupithecia classicata
- Eupithecia clavifera
- Eupithecia clujensis
- Eupithecia coaequalis
- Eupithecia coaequata
- Eupithecia coagulata
- Eupithecia cocciferata
- Eupithecia coccinea
- Eupithecia cocoata
- Eupithecia coetulata
- Eupithecia cognata
- Eupithecia cognizata
- Eupithecia cohabitans
- Eupithecia cohorticula
- Eupithecia collega
- Eupithecia collineata
- Eupithecia collustrata
- Eupithecia coloradensis
- Eupithecia columbiata
- Eupithecia columbrata
- Eupithecia comes
- Eupithecia commenticia
- Eupithecia commundata
- Eupithecia compactata
- Eupithecia comparanda
- Eupithecia compressata
- Eupithecia compsodes
- Eupithecia conceptata
- Eupithecia concolor
- Eupithecia concremata
- Eupithecia conduplicata
- Eupithecia confluens
- Eupithecia conformata
- Eupithecia confusaria
- Eupithecia confusata
- Eupithecia conglomerata
- Eupithecia conigera
- Eupithecia coniurata
- Eupithecia conjuncta
- Eupithecia conjunctiva
- Eupithecia connexa
- Eupithecia consignata
- Eupithecia consors
- Eupithecia consortaria
- Eupithecia constantina
- Eupithecia constricta
- Eupithecia constrictata
- Eupithecia conterminata
- Eupithecia contexta
- Eupithecia contracta
- Eupithecia contrastata
- Eupithecia convallata
- Eupithecia conviva
- Eupithecia cooptata
- Eupithecia cootenaiata
- Eupithecia coriolutea
- Eupithecia corralensis
- Eupithecia corrasa
- Eupithecia corroborata
- Eupithecia corticata
- Eupithecia corticosa
- Eupithecia corticulata
- Eupithecia costalis
- Eupithecia costiconvexa
- Eupithecia costimacularia
- Eupithecia costipicta
- Eupithecia costirufaria
- Eupithecia costisignata
- Eupithecia costivallata
- Eupithecia cotidiana
- Eupithecia crassior
- Eupithecia craterias
- Eupithecia crenata
- Eupithecia creta
- Eupithecia cretaceata
- Eupithecia cretata
- Eupithecia cruentata
- Eupithecia cuculliaria
- Eupithecia cugiai
- Eupithecia cuneilineata
- Eupithecia cunina
- Eupithecia cuprearia
- Eupithecia cupreata
- Eupithecia cupressata
- Eupithecia curvifascia
- Eupithecia curzoni
- Eupithecia cymaenata
- Eupithecia cyrneata
- Eupithecia daemionata
- Eupithecia dagestani
- Eupithecia dalhousiensis
- Eupithecia danielata
- Eupithecia dargei
- Eupithecia dayensis
- Eupithecia debrunneata
- Eupithecia dechkanata
- Eupithecia decipiens
- Eupithecia decolorata
- Eupithecia decorata
- Eupithecia decrepita
- Eupithecia decussata
- Eupithecia defasciata
- Eupithecia defimbriata
- Eupithecia deformis
- Eupithecia degeneraria
- Eupithecia degenerata
- Eupithecia delaeveri
- Eupithecia deldaria
- Eupithecia delogramma
- Eupithecia delozona
- Eupithecia delzurata
- Eupithecia demetata
- Eupithecia demnotat
- Eupithecia denotata
- Eupithecia densicauda
- Eupithecia denticulata
- Eupithecia dentifascia
- Eupithecia dentosa
- Eupithecia depressa
- Eupithecia deprima
- Eupithecia derogata
- Eupithecia descimoni
- Eupithecia deserticola
- Eupithecia desertorum
- Eupithecia designata
- Eupithecia despectaria
- Eupithecia despicienda
- Eupithecia detritata
- Eupithecia deverrata
- Eupithecia devestita
- Eupithecia devia
- Eupithecia deviridata
- Eupithecia dichroma
- Eupithecia diegata
- Eupithecia dietzei
- Eupithecia difficilis
- Eupithecia diffidata
- Eupithecia diffisata
- Eupithecia digitaliaria
- Eupithecia dilucida
- Eupithecia dilutaria
- Eupithecia dimidia
- Eupithecia dinshoensis
- Eupithecia discipuncta
- Eupithecia discordans
- Eupithecia discrepans
- Eupithecia discretata
- Eupithecia disformata
- Eupithecia disparata
- Eupithecia dissertata
- Eupithecia dissobapta
- Eupithecia dissonans
- Eupithecia dissors
- Eupithecia distinctaria
- Eupithecia ditrecta
- Eupithecia divina
- Eupithecia divinula
- Eupithecia djakonovi
- Eupithecia dodata
- Eupithecia dodoneata
- Eupithecia dohertyi
- Eupithecia dolia
- Eupithecia dolorosata
- Eupithecia dolosa
- Eupithecia dominaria
- Eupithecia dormita
- Eupithecia draudti
- Eupithecia druentiata
- Eupithecia drupisaria
- Eupithecia dryinombra
- Eupithecia drypidaria
- Eupithecia drypisaria
- Eupithecia dsharkendi
- Eupithecia dubiosa
- Eupithecia dubiosata
- Eupithecia duena
- Eupithecia duplex
- Eupithecia dura
- Eupithecia dustica
- Eupithecia dyarata
- Eupithecia eberti
- Eupithecia ebriosa
- Eupithecia ecplyta
- Eupithecia edna
- Eupithecia edwardsi
- Eupithecia egenaria
- Eupithecia elbursiata
- Eupithecia electreofasciata
- Eupithecia elimata
- Eupithecia elissa
- Eupithecia elongata
- Eupithecia emanata
- Eupithecia emporia
- Eupithecia endonephelea
- Eupithecia endotherma
- Eupithecia enictata
- Eupithecia enucleata
- Eupithecia erecticoma
- Eupithecia erectinota
- Eupithecia ericeata
- Eupithecia ericeti
- Eupithecia eriguata
- Eupithecia erpata
- Eupithecia eszterkae
- Eupithecia euphrasiata
- Eupithecia eupitheciata
- Eupithecia eupompa
- Eupithecia europaea
- Eupithecia euxinata
- Eupithecia evacuata
- Eupithecia evansi
- Eupithecia exactata
- Eupithecia exalbidata
- Eupithecia excelsa
- Eupithecia excita
- Eupithecia exheres
- Eupithecia exiguata
- Eupithecia eximia
- Eupithecia exophychra
- Eupithecia exornata
- Eupithecia expallidata
- Eupithecia explanata
- Eupithecia explicata
- Eupithecia expressaria
- Eupithecia exquisita
- Eupithecia extensaria
- Eupithecia extinctata
- Eupithecia extralineata
- Eupithecia extraradiata
- Eupithecia extraversaria
- Eupithecia extrema
- Eupithecia extremata
- Eupithecia extrinseca
- Eupithecia exudata
- Eupithecia eynesata
- Eupithecia fagicolaria
- Eupithecia falkneri
- Eupithecia falkovitschi
- Eupithecia famelica
- Eupithecia famularia
- Eupithecia farinosa
- Eupithecia fasciata
- Eupithecia fatigata
- Eupithecia fausta
- Eupithecia feliscaudata
- Eupithecia fenestrata
- Eupithecia fennoscandica
- Eupithecia ferghanata
- Eupithecia ferrearia
- Eupithecia ferreata
- Eupithecia ferrisparsata
- Eupithecia ferruginata
- Eupithecia festiva
- Eupithecia filiola
- Eupithecia filmata
- Eupithecia finintima
- Eupithecia fioriata
- Eupithecia flaveolata
- Eupithecia flavigutta
- Eupithecia flavoapicaria
- Eupithecia flavofasciata
- Eupithecia flebilis
- Eupithecia fletcherata
- Eupithecia fletcheri
- Eupithecia foedatipennis
- Eupithecia formosa
- Eupithecia forsterata
- Eupithecia fortunata
- Eupithecia franconiata
- Eupithecia franconica
- Eupithecia fraxinata
- Eupithecia frequens
- Eupithecia frontosa
- Eupithecia frostiata
- Eupithecia fujisana
- Eupithecia fulcrata
- Eupithecia fulgurata
- Eupithecia fuliginata
- Eupithecia fulvata
- Eupithecia fulvipennis
- Eupithecia fulviplagiata
- Eupithecia fulvistriga
- Eupithecia fumata
- Eupithecia fumifascia
- Eupithecia fumimixta
- Eupithecia fumosa
- Eupithecia fumosae
- Eupithecia furcata
- Eupithecia furvipennis
- Eupithecia fusca
- Eupithecia fuscata
- Eupithecia fuscicostata
- Eupithecia fuscoferruginea
- Eupithecia fuscopunctata
- Eupithecia fuscosparsata
- Eupithecia fuscostigma
- Eupithecia fusei
- Eupithecia galenaria
- Eupithecia galepsa
- Eupithecia gaumaria
- Eupithecia geiserata
- Eupithecia gelidata
- Eupithecia gelidatoides
- Eupithecia gelinaria
- Eupithecia gemellata
- Eupithecia geminata
- Eupithecia geneura
- Eupithecia georgica
- Eupithecia georgii
- Eupithecia germanicata
- Eupithecia geroldiata
- Eupithecia gibsonata
- Eupithecia gigantea
- Eupithecia gilata
- Eupithecia gilvipennata
- Eupithecia glaisi
- Eupithecia glaucata
- Eupithecia glaucomictata
- Eupithecia glaucotincta
- Eupithecia gluptata
- Eupithecia golearia
- Eupithecia gomerensis
- Eupithecia gonypetes
- Eupithecia goodsoni
- Eupithecia goossensiata
- Eupithecia goslina
- Eupithecia gozmanyi
- Eupithecia grabei
- Eupithecia graciliata
- Eupithecia gradatilinea
- Eupithecia graeciata
- Eupithecia graefii
- Eupithecia graeseriata
- Eupithecia grammaria
- Eupithecia granadensis
- Eupithecia granata
- Eupithecia graphata
- Eupithecia graphiticata
- Eupithecia graslinaria
- Eupithecia grata
- Eupithecia gratiosata
- Eupithecia gravosata
- Eupithecia gremmingerata
- Eupithecia grenadensis
- Eupithecia grisea
- Eupithecia grisearia
- Eupithecia griseata
- Eupithecia griseimarginata
- Eupithecia griseipars
- Eupithecia grisescens
- Eupithecia griveaudi
- Eupithecia groenblomi
- Eupithecia grossbeckiata
- Eupithecia gueneata
- Eupithecia guinardaria
- Eupithecia guinardiaria
- Eupithecia gulmargensis
- Eupithecia gummaensis
- Eupithecia guttata
- Eupithecia halosydne
- Eupithecia hangayi
- Eupithecia hanhami
- Eupithecia hannemanni
- Eupithecia harenosa
- Eupithecia harlequinaria
- Eupithecia harrisonata
- Eupithecia harveyata
- Eupithecia hastaria
- Eupithecia haworthiata
- Eupithecia haywardi
- Eupithecia hebridensis
- Eupithecia hebudium
- Eupithecia helena
- Eupithecia helenaria
- Eupithecia hellenata
- Eupithecia helveticaria
- Eupithecia hemileuca
- Eupithecia hemileucaria
- Eupithecia hemiochra
- Eupithecia herefordaria
- Eupithecia hesperia
- Eupithecia heydenaria
- Eupithecia hibernica
- Eupithecia higa
- Eupithecia hilacha
- Eupithecia hilariata
- Eupithecia hilaris
- Eupithecia hippolyte
- Eupithecia hirschkei
- Eupithecia hispida
- Eupithecia hoenei
- Eupithecia hohokamae
- Eupithecia holbergata
- Eupithecia holmi
- Eupithecia holti
- Eupithecia hombrilla
- Eupithecia homogrammata
- Eupithecia homophaea
- Eupithecia homophana
- Eupithecia hormiga
- Eupithecia horrida
- Eupithecia hospitata
- Eupithecia huachuca
- Eupithecia humerata
- Eupithecia hundamoi
- Eupithecia husseini
- Eupithecia hybrida
- Eupithecia hydrargyrea
- Eupithecia hyperboreata
- Eupithecia hypognampta
- Eupithecia hypophasma
- Eupithecia iberica
- Eupithecia ichinosawana
- Eupithecia icterata
- Eupithecia idalia
- Eupithecia idiopusillata
- Eupithecia idonea
- Eupithecia ijimai
- Eupithecia iliata
- Eupithecia illaborata
- Eupithecia illuminata
- Eupithecia immensa
- Eupithecia immodica
- Eupithecia immundata
- Eupithecia impavida
- Eupithecia implicata
- Eupithecia implorata
- Eupithecia impolita
- Eupithecia importuna
- Eupithecia impuncta
- Eupithecia impurata
- Eupithecia inanis
- Eupithecia inassignata
- Eupithecia inclarata
- Eupithecia inclinata
- Eupithecia incohata
- Eupithecia incommoda
- Eupithecia inconclusaria
- Eupithecia inconspicuata
- Eupithecia inconstans
- Eupithecia incresata
- Eupithecia inculta
- Eupithecia incurvaria
- Eupithecia indecisa
- Eupithecia indecora
- Eupithecia indefinata
- Eupithecia indescripta
- Eupithecia indigata
- Eupithecia indissolubilis
- Eupithecia indistincta
- Eupithecia inepta
- Eupithecia inexercita
- Eupithecia inexpiata
- Eupithecia inexplicabilis
- Eupithecia infausta
- Eupithecia infecta
- Eupithecia infectaria
- Eupithecia infecunda
- Eupithecia infelix
- Eupithecia infensa
- Eupithecia infestata
- Eupithecia infimbriata
- Eupithecia influa
- Eupithecia infrequens
- Eupithecia infulata
- Eupithecia infumata
- Eupithecia infuscata
- Eupithecia ingrata
- Eupithecia innotata
- Eupithecia inquinata
- Eupithecia inscitata
- Eupithecia insignata
- Eupithecia insigniata
- Eupithecia insignifica
- Eupithecia insignificata
- Eupithecia insignioides
- Eupithecia insolabilis
- Eupithecia insolita
- Eupithecia intentata
- Eupithecia intermedia
- Eupithecia interpunctaria
- Eupithecia interrubrescens
- Eupithecia interruptofasciata
- Eupithecia intimata
- Eupithecia intolerabilis
- Eupithecia intricata
- Eupithecia inturbaria
- Eupithecia inturbata
- Eupithecia invenusta
- Eupithecia inversaria
- Eupithecia invicta
- Eupithecia invisa
- Eupithecia iphiona
- Eupithecia irambata
- Eupithecia iranata
- Eupithecia irenica
- Eupithecia irreperta
- Eupithecia irriguata
- Eupithecia irritaria
- Eupithecia isogrammaria
- Eupithecia isogrammata
- Eupithecia isopsaliodes
- Eupithecia isotenes
- Eupithecia issyka
- Eupithecia istriaca
- Eupithecia italicata
- Eupithecia iterata
- Eupithecia iuxta
- Eupithecia ivonskyi
- Eupithecia jacksoni
- Eupithecia japonica
- Eupithecia jasioneata
- Eupithecia jeanneli
- Eupithecia jefrenata
- Eupithecia jejunata
- Eupithecia jermyi
- Eupithecia jezonica
- Eupithecia jinboi
- Eupithecia jizlensis
- Eupithecia joanata
- Eupithecia johnsoni
- Eupithecia johnstoni
- Eupithecia josefina
- Eupithecia joymaketa
- Eupithecia juldusi
- Eupithecia junctifascia
- Eupithecia kamburonga
- Eupithecia kananaskata
- Eupithecia karafutonis
- Eupithecia karapinensis
- Eupithecia kasloata
- Eupithecia kaszabi
- Eupithecia kawakamiana
- Eupithecia keredjana
- Eupithecia kerrvillaria
- Eupithecia ketama
- Eupithecia khorassana
- Eupithecia kibatiata
- Eupithecia klosi
- Eupithecia knautiata
- Eupithecia kobayashii
- Eupithecia kolari
- Eupithecia konradi
- Eupithecia kootenaiata
- Eupithecia korbi
- Eupithecia koreaica
- Eupithecia korvaci
- Eupithecia kozhantschikovi
- Eupithecia kozlovi
- Eupithecia krampli
- Eupithecia kudoi
- Eupithecia kueppersi
- Eupithecia kuldschaensis
- Eupithecia kurdica
- Eupithecia kurilensis
- Eupithecia kuroshio
- Eupithecia kurtia
- Eupithecia laboriosa
- Eupithecia lachaumei
- Eupithecia lachrymosa
- Eupithecia lacteolata
- Eupithecia lactevirens
- Eupithecia laevilignata
- Eupithecia lagganata
- Eupithecia laisata
- Eupithecia lanceata
- Eupithecia lanceolaria
- Eupithecia langeata
- Eupithecia lantoscata
- Eupithecia laquaearia
- Eupithecia larentimima
- Eupithecia lariciata
- Eupithecia laricis
- Eupithecia larutensis
- Eupithecia lasciva
- Eupithecia lata
- Eupithecia laterata
- Eupithecia laticallis
- Eupithecia latifurcata
- Eupithecia latimarginata
- Eupithecia latimedia
- Eupithecia latipennata
- Eupithecia latipennis
- Eupithecia latitans
- Eupithecia latoniata
- Eupithecia lavata
- Eupithecia lavicaria
- Eupithecia lavicata
- Eupithecia lecerfi
- Eupithecia lecerfiata
- Eupithecia lechriotorna
- Eupithecia leleupi
- Eupithecia lentiscata
- Eupithecia lepsaria
- Eupithecia leptogrammata
- Eupithecia leuca
- Eupithecia leucenthesis
- Eupithecia leucographata
- Eupithecia leucophaeata
- Eupithecia leucoprora
- Eupithecia leucospila
- Eupithecia leucostaxis
- Eupithecia libanotica
- Eupithecia libanotidata
- Eupithecia licita
- Eupithecia liguriata
- Eupithecia ligusticata
- Eupithecia ligustigata
- Eupithecia likiangi
- Eupithecia limbata
- Eupithecia limbofasciata
- Eupithecia limbopunctata
- Eupithecia limbosignata
- Eupithecia limnata
- Eupithecia linariata
- Eupithecia linda
- Eupithecia lineisdistincta
- Eupithecia lineosa
- Eupithecia lingulata
- Eupithecia lissopis
- Eupithecia lithographata
- Eupithecia litoris
- Eupithecia littorata
- Eupithecia livida
- Eupithecia lividata
- Eupithecia lobbichlerata
- Eupithecia longibasalis
- Eupithecia longicorpus
- Eupithecia longidens
- Eupithecia longifimbria
- Eupithecia longipalpata
- Eupithecia longipennata
- Eupithecia lucidior
- Eupithecia lucigera
- Eupithecia lugubriaria
- Eupithecia lugubris
- Eupithecia lunata
- Eupithecia luneburgensis
- Eupithecia lusitanica
- Eupithecia luteata
- Eupithecia luteonigra
- Eupithecia luteostrigata
- Eupithecia lutosaria
- Eupithecia lutulenta
- Eupithecia lutulentaria
- Eupithecia luxuriosa
- Eupithecia macdunnoughi
- Eupithecia macellata
- Eupithecia mackieata
- Eupithecia macreus
- Eupithecia macrocarpata
- Eupithecia macrocyclata
- Eupithecia macropterata
- Eupithecia maculosa
- Eupithecia madura
- Eupithecia maenamiella
- Eupithecia maenamii
- Eupithecia maeoticaria
- Eupithecia maerkerata
- Eupithecia maestosa
- Eupithecia magnaria
- Eupithecia magneta
- Eupithecia magnifacta
- Eupithecia magnifica
- Eupithecia magnipuncta
- Eupithecia mahomedana
- Eupithecia majoraria
- Eupithecia malaisei
- Eupithecia maleformata
- Eupithecia malformata
- Eupithecia manca
- Eupithecia mandschurica
- Eupithecia manniaria
- Eupithecia marasa
- Eupithecia marginata
- Eupithecia marmaricata
- Eupithecia marpessa
- Eupithecia maspalomae
- Eupithecia massiliata
- Eupithecia masuii
- Eupithecia matertera
- Eupithecia matura
- Eupithecia mauretanica
- Eupithecia mauvaria
- Eupithecia mayerata
- Eupithecia mayeri
- Eupithecia meandrata
- Eupithecia mecodaedala
- Eupithecia mediargentata
- Eupithecia medilunata
- Eupithecia mediobrunnea
- Eupithecia mediofaciata
- Eupithecia mediofasciata
- Eupithecia medionotata
- Eupithecia mediopallens
- Eupithecia mediopuncta
- Eupithecia mediopunctata
- Eupithecia mejala
- Eupithecia mekrana
- Eupithecia melaena
- Eupithecia melaleucata
- Eupithecia melanochroa
- Eupithecia melanograpta
- Eupithecia melanolopha
- Eupithecia melanotica
- Eupithecia memorata
- Eupithecia mendosaria
- Eupithecia mentavoni
- Eupithecia meridionalis
- Eupithecia merinata
- Eupithecia meritata
- Eupithecia mesodeicta
- Eupithecia mesogrammata
- Eupithecia meszarosi
- Eupithecia miamata
- Eupithecia microleuca
- Eupithecia microptilota
- Eupithecia millefoliata
- Eupithecia millieraria
- Eupithecia millierata
- Eupithecia minibursae
- Eupithecia minimaria
- Eupithecia minorata
- Eupithecia minucia
- Eupithecia minusculata
- Eupithecia minutata
- Eupithecia mirei
- Eupithecia mirificata
- Eupithecia miserulata
- Eupithecia misturata
- Eupithecia mitigata
- Eupithecia mnemosynata
- Eupithecia modesta
- Eupithecia modicata
- Eupithecia moecha
- Eupithecia moirata
- Eupithecia molestissima
- Eupithecia molliaria
- Eupithecia mollita
- Eupithecia monacheata
- Eupithecia mongolica
- Eupithecia montana
- Eupithecia montanata
- Eupithecia monterata
- Eupithecia monticolens
- Eupithecia montium
- Eupithecia morensata
- Eupithecia moricandiata
- Eupithecia morosa
- Eupithecia multa
- Eupithecia multicia
- Eupithecia multiflorata
- Eupithecia multilineata
- Eupithecia multiplex
- Eupithecia multiscripta
- Eupithecia multispinata
- Eupithecia multistrigata
- Eupithecia mundiscripta
- Eupithecia muralla
- Eupithecia muricolor
- Eupithecia muriflua
- Eupithecia muscistrigata
- Eupithecia muscula
- Eupithecia mustangata
- Eupithecia mutata
- Eupithecia mystiata
- Eupithecia mystica
- Eupithecia nabagulensis
- Eupithecia nabokovi
- Eupithecia nachadira
- Eupithecia nagaii
- Eupithecia nageli
- Eupithecia nanata
- Eupithecia nebulata
- Eupithecia nebulosa
- Eupithecia necessaria
- Eupithecia neglectata
- Eupithecia nemoralis
- Eupithecia neomexicana
- Eupithecia neosatyrata
- Eupithecia nepalata
- Eupithecia nepetata
- Eupithecia nephelata
- Eupithecia nevadata
- Eupithecia nigerrima
- Eupithecia nigra
- Eupithecia nigrataenia
- Eupithecia nigrescens
- Eupithecia nigribasis
- Eupithecia nigricata
- Eupithecia nigrilinea
- Eupithecia nigrinotata
- Eupithecia nigripennis
- Eupithecia nigritaria
- Eupithecia nigrithorax
- Eupithecia nigrobrunneopunctata
- Eupithecia nigrodiscata
- Eupithecia nigrofasciaria
- Eupithecia nigrofasciata
- Eupithecia nigronotata
- Eupithecia nigropolata
- Eupithecia nimbicolor
- Eupithecia nimbosa
- Eupithecia niphadophilata
- Eupithecia niphonaria
- Eupithecia niphoreas
- Eupithecia niveifascia
- Eupithecia niveipicta
- Eupithecia niveivena
- Eupithecia nobilitata
- Eupithecia nonferenda
- Eupithecia nonpurgata
- Eupithecia nordeggensis
- Eupithecia notata
- Eupithecia nova
- Eupithecia novata
- Eupithecia noxia
- Eupithecia nubilaria
- Eupithecia nubilata
- Eupithecia nuceistriga
- Eupithecia nudata
- Eupithecia obliquaria
- Eupithecia obliquiplaga
- Eupithecia oblongata
- Eupithecia oblongipennis
- Eupithecia obrutaria
- Eupithecia obscura
- Eupithecia obscurata
- Eupithecia obscurior
- Eupithecia obscurissima
- Eupithecia obsoleta
- Eupithecia obtinens
- Eupithecia obumbrata
- Eupithecia occidens
- Eupithecia occidentalis
- Eupithecia occidua
- Eupithecia ochracae
- Eupithecia ochracea
- Eupithecia ochraceata
- Eupithecia ochralba
- Eupithecia ochrata
- Eupithecia ochreata
- Eupithecia ochridata
- Eupithecia ochroradiata
- Eupithecia ochroriguata
- Eupithecia ochrosoma
- Eupithecia ochrovittata
- Eupithecia oculata
- Eupithecia oenone
- Eupithecia offirmata
- Eupithecia ogilviata
- Eupithecia okadai
- Eupithecia olivacea
- Eupithecia olivaria
- Eupithecia oliveri
- Eupithecia olivocostata
- Eupithecia olympica
- Eupithecia omnigera
- Eupithecia omniparens
- Eupithecia opistographata
- Eupithecia opulenta
- Eupithecia orana
- Eupithecia orbaria
- Eupithecia orcadensis
- Eupithecia orfordata
- Eupithecia orichloris
- Eupithecia orientata
- Eupithecia ornata
- Eupithecia ornea
- Eupithecia oroba
- Eupithecia orphnata
- Eupithecia orsetilla
- Eupithecia otiosa
- Eupithecia owenata
- Eupithecia oxycedrata
- Eupithecia oxydata
- Eupithecia pacifica
- Eupithecia packardata
- Eupithecia pactia
- Eupithecia pallescens
- Eupithecia pallida
- Eupithecia pallidicosta
- Eupithecia pallidiplaga
- Eupithecia pallidistriga
- Eupithecia pallifasciata
- Eupithecia palmata
- Eupithecia palpata
- Eupithecia palustraria
- Eupithecia panda
- Eupithecia pantellaria
- Eupithecia pantellata
- Eupithecia parallaxis
- Eupithecia parallelaria
- Eupithecia parcinotata
- Eupithecia parcirufa
- Eupithecia partitecta
- Eupithecia paryphata
- Eupithecia patruelis
- Eupithecia pauliani
- Eupithecia paupera
- Eupithecia pauxillaria
- Eupithecia pauxillata
- Eupithecia peckorum
- Eupithecia pediba
- Eupithecia peguensis
- Eupithecia pekingiana
- Eupithecia pengata
- Eupithecia penicilla
- Eupithecia penultimaria
- Eupithecia penumbrata
- Eupithecia perbrunneata
- Eupithecia perciliata
- Eupithecia perculsaria
- Eupithecia perdistincta
- Eupithecia peregrina
- Eupithecia perendina
- Eupithecia perfica
- Eupithecia perfidata
- Eupithecia perfusca
- Eupithecia perfuscata
- Eupithecia perigrapta
- Eupithecia perillata
- Eupithecia perlinearia
- Eupithecia perlineata
- Eupithecia pernotata
- Eupithecia perolivata
- Eupithecia perpaupera
- Eupithecia perryvriesi
- Eupithecia persimulata
- Eupithecia personata
- Eupithecia pertacta
- Eupithecia perturbatrix
- Eupithecia pertusata
- Eupithecia petersenaria
- Eupithecia peterseni
- Eupithecia petersi
- Eupithecia pettyi
- Eupithecia peyerimhoffata
- Eupithecia pfeifferata
- Eupithecia pfeifferi
- Eupithecia phaeocausta
- Eupithecia phaiosata
- Eupithecia philippis
- Eupithecia phoebe
- Eupithecia phoeniceata
- Eupithecia phyllisae
- Eupithecia physocleora
- Eupithecia piccata
- Eupithecia piceata
- Eupithecia pictimargo
- Eupithecia picturata
- Eupithecia piemonticola
- Eupithecia pieria
- Eupithecia pilosa
- Eupithecia pimpinellata
- Eupithecia pinata
- Eupithecia pini
- Eupithecia piperata
- Eupithecia pippa
- Eupithecia placens
- Eupithecia placidata
- Eupithecia planipennis
- Eupithecia plantei
- Eupithecia platymesa
- Eupithecia plenoscripta
- Eupithecia pliniata
- Eupithecia plumasata
- Eupithecia plumbalbeolata
- Eupithecia plumbaria
- Eupithecia plumbea
- Eupithecia plumbeolata
- Eupithecia pluripunctaria
- Eupithecia poecilata
- Eupithecia pollens
- Eupithecia polylibades
- Eupithecia ponderata
- Eupithecia porphyrata
- Eupithecia postulata
- Eupithecia praealta
- Eupithecia praecipitata
- Eupithecia praelongata
- Eupithecia praenubilata
- Eupithecia praepupillata
- Eupithecia praerupta
- Eupithecia praesignata
- Eupithecia prasinombra
- Eupithecia prespicuata
- Eupithecia pretansata
- Eupithecia pretoriana
- Eupithecia primulata
- Eupithecia privata
- Eupithecia probata
- Eupithecia problematica
- Eupithecia procera
- Eupithecia producta
- Eupithecia proflua
- Eupithecia profuga
- Eupithecia proinsigniata
- Eupithecia prolongata
- Eupithecia proluaria
- Eupithecia promulgata
- Eupithecia propagata
- Eupithecia propoxydata
- Eupithecia propria
- Eupithecia proprivata
- Eupithecia prostrata
- Eupithecia proterva
- Eupithecia prouti
- Eupithecia provincialis
- Eupithecia provinciata
- Eupithecia prufferi
- Eupithecia pryeriaria
- Eupithecia pseudassimilata
- Eupithecia pseudexheres
- Eupithecia pseudoabbreviata
- Eupithecia pseudoabsinthiata
- Eupithecia pseudoicterata
- Eupithecia pseudolariciata
- Eupithecia pseudoplumbeolata
- Eupithecia pseudosatyrata
- Eupithecia pseudoscriptoria
- Eupithecia pseudoseparata
- Eupithecia pseudotsugata
- Eupithecia pseudozibellianata
- Eupithecia psiadiata
- Eupithecia ptychospila
- Eupithecia puengeleri
- Eupithecia pulchellata
- Eupithecia pulgata
- Eupithecia punctata
- Eupithecia pupila
- Eupithecia purpureoviridis
- Eupithecia purpurissata
- Eupithecia pusillata
- Eupithecia pygmaeata
- Eupithecia pyreneata
- Eupithecia pyricoetes
- Eupithecia quadripunctata
- Eupithecia quakerata
- Eupithecia quebecata
- Eupithecia quercetica
- Eupithecia quercifoliata
- Eupithecia rajata
- Eupithecia raniata
- Eupithecia ratoncilla
- Eupithecia rauca
- Eupithecia ravocestaliata
- Eupithecia rebeli
- Eupithecia recens
- Eupithecia recentissima
- Eupithecia reciprocata
- Eupithecia rectilinea
- Eupithecia redingtonia
- Eupithecia rediviva
- Eupithecia reducta
- Eupithecia regina
- Eupithecia regulella
- Eupithecia regulosa
- Eupithecia reikjavikaria
- Eupithecia relativa
- Eupithecia relaxata
- Eupithecia relictata
- Eupithecia relinquata
- Eupithecia repentina
- Eupithecia repetita
- Eupithecia rerayata
- Eupithecia resarta
- Eupithecia residuata
- Eupithecia retheli
- Eupithecia retusa
- Eupithecia rhodopyra
- Eupithecia rhoisata
- Eupithecia rhombipennis
- Eupithecia richteri
- Eupithecia ridiculata
- Eupithecia rigida
- Eupithecia rindgei
- Eupithecia riparia
- Eupithecia ritaria
- Eupithecia rittichi
- Eupithecia rivosulata
- Eupithecia rjabovi
- Eupithecia robertata
- Eupithecia robiginascens
- Eupithecia robusta
- Eupithecia roderaria
- Eupithecia rosai
- Eupithecia rosalia
- Eupithecia roseocinnamomaria
- Eupithecia rosmarinata
- Eupithecia rotundata
- Eupithecia rotundopuncta
- Eupithecia rotundopunctata
- Eupithecia rougeoti
- Eupithecia rubellata
- Eupithecia rubellicincta
- Eupithecia rubidimixta
- Eupithecia rubigata
- Eupithecia rubiginifera
- Eupithecia rubridorsata
- Eupithecia rubristigma
- Eupithecia rudniki
- Eupithecia rufa
- Eupithecia rufescens
- Eupithecia ruficorpus
- Eupithecia rufipalpata
- Eupithecia rufivenata
- Eupithecia rusicadaria
- Eupithecia russeliata
- Eupithecia russeola
- Eupithecia ryukyuensis
- Eupithecia sabulosata
- Eupithecia sachalini
- Eupithecia sacrimontis
- Eupithecia sacrosancta
- Eupithecia sagittata
- Eupithecia saisanaria
- Eupithecia salami
- Eupithecia salti
- Eupithecia santolinata
- Eupithecia saphenes
- Eupithecia sardoa
- Eupithecia satyrata
- Eupithecia saueri
- Eupithecia scabiosata
- Eupithecia scabrogata
- Eupithecia scalptata
- Eupithecia scelestata
- Eupithecia schiefereri
- Eupithecia schmidii
- Eupithecia schuetzeata
- Eupithecia schwingenschussi
- Eupithecia scione
- Eupithecia sclerata
- Eupithecia scoparia
- Eupithecia scopariata
- Eupithecia scoriata
- Eupithecia scoriodes
- Eupithecia scortillata
- Eupithecia scotaeata
- Eupithecia scotica
- Eupithecia scribai
- Eupithecia scriptaria
- Eupithecia sebdouensis
- Eupithecia sebdovensis
- Eupithecia sectila
- Eupithecia sectilinea
- Eupithecia secura
- Eupithecia seditiosa
- Eupithecia segnis
- Eupithecia segregata
- Eupithecia selinata
- Eupithecia sellia
- Eupithecia sellimima
- Eupithecia semicaesia
- Eupithecia semicalva
- Eupithecia semiflavata
- Eupithecia semigraphata
- Eupithecia semilignata
- Eupithecia semilotaria
- Eupithecia semilugens
- Eupithecia seminigra
- Eupithecia semipallida
- Eupithecia semirufescens
- Eupithecia semitinctaria
- Eupithecia semivacua
- Eupithecia separata
- Eupithecia septentrionalis
- Eupithecia serenata
- Eupithecia sergiana
- Eupithecia setaceata
- Eupithecia sewardata
- Eupithecia sexpunctata
- Eupithecia sextiata
- Eupithecia sheppardata
- Eupithecia shikokuensis
- Eupithecia shirleyata
- Eupithecia siata
- Eupithecia sibylla
- Eupithecia sidemii
- Eupithecia sierrae
- Eupithecia signiferata
- Eupithecia signigera
- Eupithecia silenata
- Eupithecia silenicolata
- Eupithecia simplex
- Eupithecia simpliciata
- Eupithecia sincera
- Eupithecia singularia
- Eupithecia sinicaria
- Eupithecia sinuata
- Eupithecia sinuosaria
- Eupithecia slocanata
- Eupithecia slossonata
- Eupithecia sobria
- Eupithecia sobrinata
- Eupithecia sodalis
- Eupithecia sogai
- Eupithecia solidaginis
- Eupithecia somereni
- Eupithecia sophia
- Eupithecia sorda
- Eupithecia sordidata
- Eupithecia soricella
- Eupithecia soultanabadi
- Eupithecia spadiceata
- Eupithecia spadix
- Eupithecia spaldingi
- Eupithecia specialis
- Eupithecia spenceata
- Eupithecia spermophaga
- Eupithecia sperryi
- Eupithecia spilocyma
- Eupithecia spilosata
- Eupithecia spissilineata
- Eupithecia sporadica
- Eupithecia sporobola
- Eupithecia sproengertsi
- Eupithecia spurcata
- Eupithecia stagira
- Eupithecia staudingeri
- Eupithecia staurophragma
- Eupithecia steeleae
- Eupithecia stellata
- Eupithecia stertzi
- Eupithecia stevensata
- Eupithecia sticticata
- Eupithecia stigmaticata
- Eupithecia stigmatophora
- Eupithecia stikineata
- Eupithecia stomachosa
- Eupithecia strandi
- Eupithecia strattonata
- Eupithecia streptozona
- Eupithecia striata
- Eupithecia strigata
- Eupithecia strigatissima
- Eupithecia strobilata
- Eupithecia studiosa
- Eupithecia stulta
- Eupithecia stypheliae
- Eupithecia subalba
- Eupithecia subanis
- Eupithecia subapicata
- Eupithecia subatrata
- Eupithecia subbreviata
- Eupithecia subbrunneata
- Eupithecia subcanipars
- Eupithecia subciliata
- Eupithecia subcolorata
- Eupithecia subconclusaria
- Eupithecia subdeverrata
- Eupithecia subexiguata
- Eupithecia subextremata
- Eupithecia subfasciata
- Eupithecia subfenestrata
- Eupithecia subflavolineata
- Eupithecia subfoveata
- Eupithecia subfulvata
- Eupithecia subfumosa
- Eupithecia subfuscata
- Eupithecia subicterata
- Eupithecia subinduta
- Eupithecia subita
- Eupithecia sublacteolata
- Eupithecia sublineata
- Eupithecia submelonochroa
- Eupithecia submiranda
- Eupithecia subnotata
- Eupithecia suboxydata
- Eupithecia subpulchrata
- Eupithecia subrubescens
- Eupithecia subscalptata
- Eupithecia subscriptaria
- Eupithecia subseparata
- Eupithecia subsequaria
- Eupithecia subsignata
- Eupithecia subtacincta
- Eupithecia subtilialis
- Eupithecia subtiliata
- Eupithecia subtilis
- Eupithecia subumbrata
- Eupithecia subvaticina
- Eupithecia subvincta
- Eupithecia subvirens
- Eupithecia subvulgata
- Eupithecia succenturiata
- Eupithecia succernata
- Eupithecia sucidata
- Eupithecia suffecta
- Eupithecia suffusa
- Eupithecia summissa
- Eupithecia supercastigata
- Eupithecia supersophia
- Eupithecia supporta
- Eupithecia suspectata
- Eupithecia suspiciosata
- Eupithecia sutiliata
- Eupithecia swettii
- Eupithecia sydyi
- Eupithecia sylpharia
- Eupithecia syriacata
- Eupithecia szeleneyii
- Eupithecia szelenyica
- Eupithecia tabacata
- Eupithecia tabidaria
- Eupithecia taftanica
- Eupithecia taiwana
- Eupithecia takao
- Eupithecia tamarisciata
- Eupithecia tantillaria
- Eupithecia tantilloides
- Eupithecia taracapa
- Eupithecia tarensis
- Eupithecia tarfata
- Eupithecia tatoptera
- Eupithecia taylorata
- Eupithecia tedaldiata
- Eupithecia tendicularis
- Eupithecia tendiculata
- Eupithecia tenebrescens
- Eupithecia tenebricosa
- Eupithecia tenebrosaria
- Eupithecia tenella
- Eupithecia tenellata
- Eupithecia tenera
- Eupithecia tenerifensis
- Eupithecia tenuata
- Eupithecia tenuiata
- Eupithecia tenuiscripta
- Eupithecia tenuisquama
- Eupithecia teriolensis
- Eupithecia terminata
- Eupithecia terrenata
- Eupithecia terrestrata
- Eupithecia tesserata
- Eupithecia tetraglena
- Eupithecia thalictrata
- Eupithecia theobromina
- Eupithecia thermosaria
- Eupithecia thessa
- Eupithecia thiacourti
- Eupithecia thomasina
- Eupithecia thuringiata
- Eupithecia thurnerata
- Eupithecia togata
- Eupithecia tomillata
- Eupithecia tornifascia
- Eupithecia tornolopha
- Eupithecia toshimai
- Eupithecia trampa
- Eupithecia tranquilla
- Eupithecia transacta
- Eupithecia transcanadata
- Eupithecia transsylvanaria
- Eupithecia transversa
- Eupithecia trapezoida
- Eupithecia tremula
- Eupithecia triangulata
- Eupithecia triangulifera
- Eupithecia tribunaria
- Eupithecia tricolorata
- Eupithecia tricornuta
- Eupithecia tricrossa
- Eupithecia tricuspis
- Eupithecia trifasciata
- Eupithecia trigenuata
- Eupithecia trilineata
- Eupithecia trimaculata
- Eupithecia tripolitaniata
- Eupithecia tripunctaria
- Eupithecia trisignaria
- Eupithecia tristrigata
- Eupithecia trita
- Eupithecia tritaria
- Eupithecia truncatipennis
- Eupithecia tsushimensis
- Eupithecia tulareata
- Eupithecia turbanta
- Eupithecia turfosata
- Eupithecia turkmena
- Eupithecia turpicula
- Eupithecia turpis
- Eupithecia tuvinica
- Eupithecia uinta
- Eupithecia uliata
- Eupithecia ulicada
- Eupithecia ultimaria
- Eupithecia undata
- Eupithecia undiculata
- Eupithecia undosata
- Eupithecia undulataria
- Eupithecia undulifera
- Eupithecia unedonata
- Eupithecia unicolor
- Eupithecia uniformata
- Eupithecia uniformis
- Eupithecia unistrigata
- Eupithecia unitaeniata
- Eupithecia unitaria
- Eupithecia uralensis
- Eupithecia urbanata
- Eupithecia ussuriensis
- Eupithecia ussurii
- Eupithecia usta
- Eupithecia ustata
- Eupithecia usurpata
- Eupithecia uvaria
- Eupithecia vacuata
- Eupithecia valariata
- Eupithecia valeria
- Eupithecia valerianata
- Eupithecia valida
- Eupithecia vana
- Eupithecia vancouverata
- Eupithecia vancouverensis
- Eupithecia wardi
- Eupithecia variata
- Eupithecia variegata
- Eupithecia variostrigata
- Eupithecia vasta
- Eupithecia vaticina
- Eupithecia wehrlii
- Eupithecia weissi
- Eupithecia veleta
- Eupithecia vellicata
- Eupithecia velutipennis
- Eupithecia venedictoffae
- Eupithecia venosata
- Eupithecia venulata
- Eupithecia venusta
- Eupithecia vepallida
- Eupithecia veratraria
- Eupithecia verecunda
- Eupithecia vermiculata
- Eupithecia versiplaga
- Eupithecia vesiculata
- Eupithecia westonaria
- Eupithecia wettsteini
- Eupithecia vicariata
- Eupithecia viduata
- Eupithecia viidaleppi
- Eupithecia wilemani
- Eupithecia vilis
- Eupithecia viminata
- Eupithecia vinaceata
- Eupithecia winnata
- Eupithecia vinsullata
- Eupithecia violacea
- Eupithecia violetta
- Eupithecia viperea
- Eupithecia virescens
- Eupithecia virgata
- Eupithecia virgaureata
- Eupithecia virgulata
- Eupithecia vistata
- Eupithecia vitans
- Eupithecia vitreotata
- Eupithecia wittmeri
- Eupithecia vivida
- Eupithecia woodgatata
- Eupithecia vulgata
- Eupithecia xylopsis
- Eupithecia yakushimensis
- Eupithecia yangana
- Eupithecia yasudai
- Eupithecia youngata
- Eupithecia yunnani
- Eupithecia zebrata
- Eupithecia zela
- Eupithecia zelmira
- Eupithecia zengoensis
- Eupithecia zermattensis
- Eupithecia zibellinata
- Eupithecia zingiberiata
- Eupithecia zombensis
- Eupithecia zygadaeniata